# Eremogone ferrisiae
Eremogone ferrisiae là loài thực vật có hoa thuộc họ Cẩm chướng. Loài này được (Abrams) R.L.Hartm. & Rabeler mô tả khoa học đầu tiên năm 2004.